# Tongwynlais
Tongwynlais est une communauté de la cité et comté de Cardiff, au pays de Galles.
Administrée par un conseil de communauté, elle couvre le village de Tongwynlais, situé au nord-ouest du Centre-Ville. Selon le recensement de 2011, la communauté compte 1 871 habitants.

## Géographie
À partir de 1995, la section électorale de Whitchurch and Tongwynlais (en) sert de circonscription d’élection à quatre membres du conseil de Cardiff.

## Démographie
La communauté compte 1 871 habitants selon le recensement de 2011.

### Sources
- (en) Cet article est partiellement ou en totalité issu de l’article de Wikipédia en anglais intitulé « Tongwynlais » (voir la liste des auteurs).

1. ↑  « Tongwynlais Parish: Local Area Report », sur le site de Nominis (données du recensement de 2011) [lire en ligne].